# 長島三芳
長島 三芳（ながしま みよし、1917年9月14日 - 2011年9月7日）は、日本の詩人。

## 人物・来歴
神奈川県横須賀市生まれ。横浜専門学校（現在の神奈川大学）卒業。北園克衛の詩誌「VOU」に参加。1937年より中支を転戦し、負傷して帰国。戦後は「日本未来派」同人、「植物派」主宰となる。1958年、横浜詩人会設立に参加。現代詩人会会員。また、神奈川近代文学館評議員を務めた。
戦争体験を直截に描いた詩を多数書く。三好達治や草野心平など多くの詩人と交流があり、その直筆原稿や書、掛け軸などは、死後、遺族によって神奈川近代文学館に寄贈された。遺稿「駆けぬけた夏」は、「現代詩手帖」2012年1月号に掲載された。

## 受賞
- 1952年 - 第2回H氏賞（『黒い果実』にて）[2]
- 2005年 - 第11回横浜文学賞[3]

## 著書
- 詩集『精鋭部隊』 昭森社、1939年
- 合同詩集『野戦詩集』（山本和夫編） 山雅房、1941年
- 詩集『黒い果実』 日本未来派発行所 1951年
- 詩集『音楽の時』 日本未来派発行所 1952年
- 詩集『終末記』 国文社〈ピポー叢書〉、1955年
- 『長島三芳詩集』 宝文館出版〈昭和詩大系〉、1976年
- 詩集『走水』 宝文館出版、1991年
- 詩集『肖像』 思潮社、2004年
- 『長島三芳詩集』 土曜美術社出版販売〈新・日本現代詩文庫〉、2013年

## 参考
- 『日本近代文学大事典』 日本近代文学館編、講談社、1977年
- 『神奈川近代文学館』第114号、2011年10月